# Кугаарук
Кугаарук (інуктитут ᑰᒑᕐᔪᒃ, англ. Kugaaruk, до грудня 1999 року Пеллі-Бей (англ. Pelly Bay)) — село у Канаді у регіоні Кітікмеот території Нунавут. Населення села становить 771 людина. У селі є аеропорт (англ. Kugaaruk Airport).

## Географія
Розташовується на заході півострова Сімпсона на березі затоки Пеллі.

### Клімат
Село знаходиться у зоні, котра характеризується кліматом полярних пустель. Найтепліший місяць — липень із середньою температурою 9.3 °C (48.7 °F). Найхолодніший місяць — січень, із середньою температурою -33.6 °С (-28.4 °F).
| Клімат Кугаарука        | Клімат Кугаарука | Клімат Кугаарука | Клімат Кугаарука | Клімат Кугаарука | Клімат Кугаарука | Клімат Кугаарука | Клімат Кугаарука | Клімат Кугаарука | Клімат Кугаарука | Клімат Кугаарука | Клімат Кугаарука | Клімат Кугаарука | Клімат Кугаарука |
| Показник                | Січ.             | Лют.             | Бер.             | Квіт.            | Трав.            | Черв.            | Лип.             | Серп.            | Вер.             | Жовт.            | Лист.            | Груд.            | Рік              |
| Абсолютний максимум, °C | −7               | −10              | −3,5             | 1,8              | 7,5              | 26               | 27,5             | 29               | 18,5             | 8                | 0                | −2,5             | 29               |
| Середній максимум, °C   | −29,9            | −29,6            | −24              | −14,3            | −4               | 6,1              | 13,9             | 10,1             | 2,7              | −6               | −17,4            | −24,6            | −9,7             |
| Середня температура, °C | −33,5            | −33,5            | −28,5            | −19,4            | −7,9             | 2,9              | 9,3              | 6,5              | 0,4              | −9,1             | −21,1            | −28,3            | −13,5            |
| Середній мінімум, °C    | −37,1            | −37,3            | −33              | −24,5            | −11,7            | −0,4             | 4,6              | 2,9              | −2               | −12,1            | −24,9            | −32              | −17,3            |
| Абсолютний мінімум, °C  | −51,5            | −49,5            | −51              | −44,5            | −32              | −15,2            | −1,5             | −5               | −14              | −31              | −40,5            | −48,5            | −51,5            |
| Норма опадів, мм        | 9                | 8.1              | 14.1             | 20               | 18.6             | 22.1             | 36.5             | 44.8             | 28.7             | 28.4             | 17.7             | 13.5             | 261.3            |
| ----------------------- | ---------------- | ---------------- | ---------------- | ---------------- | ---------------- | ---------------- | ---------------- | ---------------- | ---------------- | ---------------- | ---------------- | ---------------- | ---------------- |
| Джерело: Weatherbase    |                  |                  |                  |                  |                  |                  |                  |                  |                  |                  |                  |                  |                  |

## Назва
До грудня 1999 року село мало назву Пеллі-Бей (англ. Pelly Bay), що з англійської перекладається як «затока Пеллі», що у свою чергу названа на честь Джона Пеллі, одного з керівників Компанії Гудзонової затоки. Ескімоська назва Kugaaruk означає «маленька річечка» або «струмок», так місцеві ескімоси традиційно називають річечку, що проходить селом.

## Населення
Населення села Кугаарук за переписом 2011 року становить 771 осіб і для нього характерним є зростання у період від переписів 2001 й 2006 років:
- 2001 рік — 605 осіб[5]

- 2006 рік — 688 особи[5]

- 2011 рік — 771 осіб.[1]

Данні про національний склад населення, рідну мову й використання мов у селі Кугаарук, отримані під час перепису 2011 року, будуть оприлюднені 24 жовтня 2012 року. Перепис 2006 року дає такі данні:
- корінні жителі — 635 осіб,
- некорінні — 55 осіб.

| Мова              | Кількість населення, осіб |
| Тільки англійська | 225                       |
| Тільки французька | 0                         |
| Інша мова (мови)  | 460                       |

| Мова                                          | Кількість населення, осіб |
| Тільки англійська                             | 660                       |
| Тільки французька                             | 0                         |
| Французька і англійська                       | 10                        |
| Не володіють ані англійською, ані французькою | 20                        |

| Мова                         | Кількість населення, осіб |
| Англійська                   | 525                       |
| Французька                   | 0                         |
| Неофіційна мова              | 155                       |
| Англійська і неофіційна мови | 0                         |

| Мова                         | Кількість населення, осіб |
| Англійська                   | 250                       |
| Неофіційна мова              | 45                        |
| Англійська і неофіційна мови | 10                        |